# Cristiana Bortolotti
Cristiana Bortolotti (ur. 19 października 1938 w Lavis) – włoska florecistka, złota medalistka mistrzostw świata.
Podczas mistrzostw świata w Kopenhadze w 1957 roku Włoszki w składzie: Cristiana Bortolotti, Irene Camber, Velleda Cesari, Bruna Colombetti, Leopolda Predaroli i Jenny Zanelli zdobyły złoty medal we florecie drużynowym. Był to jej jedyny medal wywalczony w zawodach tego cyklu.
Nigdy nie wzięła udziału w igrzyskach olimpijskich.